# Jakšić
 Ovo je glavno značenje pojma Jakšić. Za hrvatsku plemićku obitelj s Hvara pogledajte Jakšić (plemstvo).
Jakšić je općina u Hrvatskoj, u Požeško-slavonskoj županiji.

## Zemljopis
Općina Jakšić smještena je u središtu Požeške kotline i prostire se na 44,85 kvadratnih km.
Općinsko središte je Jakšić, selo na cesti Požega – Našice, jedinica lokalne samouprave u Požeško-slavonskoj županiji. Jakšić je udaljen od središta županije, tj. Požege samo 7 km. 
Tradicionalno graditeljstvo u Jakšiću početkom 20. st. Jakšićki kraj po središnjem položaju u Požeškom polju ima mnogo plodnih ravnica. Jakšić je smješten na blagom brdašcu, na mjestu gdje je u srednjem vijeku bilo naselje Sv. Đurđa (po crkvi sv. Đurđa).

## Stanovništvo
Općina Jakšić je u 2011. godini brojila 4058 stanovnika.
Kretanje broja stanovnika 1857. – 2011.
| Naselje/Godina | 1857. | 1869. | 1880. | 1890. | 1900. | 1910. | 1921. | 1931. | 1948. | 1953. | 1961. | 1971. | 1981. | 1991. | 2001. | 2011. |
| -------------- | ----- | ----- | ----- | ----- | ----- | ----- | ----- | ----- | ----- | ----- | ----- | ----- | ----- | ----- | ----- | ----- |
| Bertelovci     | 123   | 121   | 151   | 152   | 154   | 150   | 182   | 173   | 134   | 199   | 181   | 165   | 171   | 171   | 159   | 151   |
| Cerovac        | 180   | 150   | 170   | 189   | 197   | 205   | 230   | 291   | 341   | 356   | 319   | 286   | 264   | 260   | 257   | 228   |
| Eminovci       | 133   | 154   | 165   | 236   | 270   | 312   | 313   | 296   | 328   | 330   | 357   | 553   | 597   | 654   | 714   | 640   |
| Granje         | 65    | 55    | 73    | 103   | 143   | 155   | 162   | 162   | 182   | 169   | 145   | 145   | 116   | 115   | 108   | 91    |
| Jakšić         | 534   | 620   | 674   | 851   | 927   | 1048  | 992   | 1058  | 1003  | 1042  | 1163  | 1313  | 1531  | 1737  | 2003  | 1877  |
| Radnovac       | 0     | 0     | 0     | 0     | 0     | 0     | 0     | 102   | 109   | 100   | 134   | 501   | 166   | 198   | 220   | 203   |
| Rajsavac       | 70    | 104   | 115   | 107   | 163   | 205   | 251   | 294   | 368   | 363   | 341   | 298   | 292   | 355   | 378   | 313   |
| Svetinja       | 0     | 0     | 0     | 38    | 38    | 41    | 37    | 42    | 91    | 31    | 48    | 58    | 58    | 62    | 68    | 67    |
| Tekić          | 86    | 71    | 93    | 115   | 180   | 232   | 272   | 234   | 253   | 255   | 249   | 277   | 234   | 262   | 253   | 231   |
| Treštanovci    | 133   | 173   | 163   | 210   | 287   | 341   | 354   | 424   | 359   | 395   | 421   | 363   | 326   | 299   | 277   | 257   |
| Ukupno         | 1324  | 1448  | 1604  | 2001  | 2359  | 2689  | 2793  | 3076  | 3168  | 3240  | 3358  | 3959  | 3755  | 4113  | 4437  | 4058  |

Napomene:
- Općina Jakšić – nastala iz stare općine Slavonska Požega koja je 1991. promijenila ime u Požega.
- Bertelovci – u 1991. smanjeno izdvajanjem dijela područja naselja koji je pripojen naselju
- Cerovac – od 1910. do 1981. iskazivano pod imenom Cerovac Jakšićki.
- Eminovci – u 1991. smanjeno izdvajanjem dijela u istoimeno samostalno naselje Svetinja, a povećano pripajanjem dijela područja naselja Bertelovci. U 1981. dio podataka sadržan je u naselju Bertelovci.
- Radnovac – iskazuje se kao naselje od 1931.
- Rajsavac – od 1880. do 1981. iskazivano pod imenom Rajsavci.
- Svetinja – iskazuje se kao dio naselja od 1890., a kao samostalno naselje od 1991. Nastalo izdvajanjem istoimenog dijela naselja iz naselja Eminovci.
- Tekić – do 1981. iskazuje se pod imenom Tekići.

Većinsko stanovništvo su Hrvati, a struktura stanovništva se mijenjala tijekom 19. i 20. stoljeća, naročito u periodu 1850. – 1950. god. Tada u Jakšić dolazi oko 110 obitelji, u Treštanovce 45, a u stala razmjerno mala sela oko 30 obitelji. 
Od 1890. – 1910. god. selili su ovaj kraj u većem broju Slovaci, Česi, Nijemci, a poslije I. svj. rata Hrvati i Srbi iz Like i Gorskog kotara. Nakon II. svjetskog rata migracijski val smanjuje znatno broj Nijemaca u jakšićkom kraju, a povećava se broj (novodoseljenih) srpskih obitelji. Domovinski rat znatno mijenja sliku stanovništva: iseljavaju Srbi, a nastanjuju se obitelji iz BiH, te ostalih hrvatskih krajeva zahvaćenioh ratnim razaranjima.
| broj stanovnika | 1324  | 1448  | 1604  | 2001  | 2359  | 2689  | 2793  | 3076  | 3168  | 3240  | 3358  | 3959  | 3755  | 4113  | 4437  | 4058  | 3371  |
|                 | 1857. | 1869. | 1880. | 1890. | 1900. | 1910. | 1921. | 1931. | 1948. | 1953. | 1961. | 1971. | 1981. | 1991. | 2001. | 2011. | 2021. |

| broj stanovnika | 534   | 620   | 674   | 851   | 927   | 1048  | 992   | 1058  | 1003  | 1042  | 1163  | 1313  | 1531  | 1737  | 2003  | 1877  | 1566  |
|                 | 1857. | 1869. | 1880. | 1890. | 1900. | 1910. | 1921. | 1931. | 1948. | 1953. | 1961. | 1971. | 1981. | 1991. | 2001. | 2011. | 2021. |

## Uprava
- Općinski načelnik: Ivica Kovačević (HDZ)
- Zamjenik općinskog načelnika: Mile Barišić (HSP)

- Općinsko vijeće:
  1. Domagoj Oreški, kandidacijska lista grupe birača Domagoj Oreški, predsjednik vijeća
  2. Mario Glavaš, HSS, potpredsjednik vijeća
  3. Boško Obradović, HDZ
  4. Dario Pažin, HDZ
  5. Josip Biondić, HDZ
  6. Nikolina Nikolaš, HDZ
  7. Dario Majetić, HDZ
  8. Zdenko Biondić,kandidacijska lista grupe birača Zdenko Biondić
  9. Ivan Murar, kandidacijska lista grupe birača Zdenko Biondić
  10. Vladimir Derma, kandidacijska lista grupe birača Zdenko Biondić
  11. Natalija Baričević, kandidacijska lista grupe birača Domagoj Oreški
  12. Mladen Raguž, kandidacijska lista grupe birača Mladen Raguž
  13. Marija Šinko Ružičić, SDP

## Povijest
Jakšić se nalazi na mjestu gdje je u srednjem vijeku bilo naselje koje se zvalo Sveti Đurađ, kako se vidi iz dokumenata iz 1400. godine i iz opisa međaša Požege 1545. Ime najvjerojatnije potječe od plemića Jakušića koji su u srednjem vijeku (1373. – 1489.) imali u ovom kraju svoje posjede. Selo je dobilo to ime tek za turskog vladanja. Tada su u selu zajedno s katolicima i pravoslavcima živjeli i muslimani. Imali su svoju džamiju, a današnji naziv brežuljka Džamija, uz cestu prema Požegi, uspomena je upravo na to razdoblje. 

### Keramičko posuđe lasinjske kulture iz vremena 2600. – 2300. pr. Krista
Najstariji pronađeni povijesni izvori na području Jakšića potječu iz doba prije Krista (oko 2600. do 2300 g. pr. Krista). Slučajan nalaz oštećenih kamenih sjekira 60-ih god. 20. st. zainteresirao je arheologinju iz Zagreba gđu Veru Vejvoda. Jedna kamena sjekira odnesena je u Zagreb, a jedna je u povijesnoj zbirci u OŠ MLadost. Trobridni vrh kamene strelice čuva se u Muzeju Požeške kotline. U jesen 1980. god. vršena se probna iskapanja, plodonosna. Uz sitne kosti i ugljen pronađena je najstarija neolitska keramika u Požeškoj kotlini. To je linearno-trakasta keramika – ulomci crnih posuda s plitkim urezom kao ukrasom. Posude potječu iz vremena 2600. – 2300. g. pr. Krista.
Ribnjak "Zelena Laguna" ribolovnog društva Rajsavac. Pronađeno je i mnoštvo ulomaka keramičkih posuda lasinjske kulture (1950. – 1750. g. pr. Krista). To su lonci, zdjele, keramičke žlice, idoli, privjesci, utezi za ribarske mreže, te dijelovi kamenih sjekira, mnoštvo kamenih jezgri i nožića. Dio nađenog pohranjen je u požeškom muzeju, a od većeg dijela uz pomoć kustorice gđe Dubravke Sokač – Štimac, te pod vodstvom profesorice povijesti Ane Martinovic, utemeljena je školska arheološka zbirka. Predmeti potječu s lokaliteta zvanog Čajare, nekadašnjeg pašnjaka, a danas ribnjaka. Vrijedan arheološki materijal nađen je slučajno na željezničkoj postaji Blacko – Jakšić.
Starije željezno doba (750. – 450. g. pr. Krista) i slučajni površinski nalazi s područja Rajsavca, Jakšića i Tekića obogatili su zbirku Muzeja u Požegi brojnim ulomcima keramike, vršcima željeznih koplja i strelica.

## Gospodarstvo
Na području Općine djeluje 11 poslovnih subjekata – poduzeća i oko 45 poduzetnika i samostalnih trgovačkih radnji. Manji broj (staračko stanovništvo) stanovnika bavi se poljoprivredom, a više od 60% zaposlenih svakodnevno odlazi na posao u Požegu.

## Poznate osobe
- Grgur Čevapović (Bertelovci kod Požege, 23. travnja 1786. – Budim, 21. travnja 1830.), jezični reformator i pisac
- Božo Udovičić (Rašeljke, 26. rujna 1933. –- Zagreb, 21. travnja 2022.), inženjer, doktor tehničkih znanosti, sveučilišni profesor, znanstvenik i hrvatski akademik.

## Spomenici i znamenitosti
Barokna crkva Svete Barbare je spomenik kulture. Sagrađena je 1720. godine s elementima pseudogotike, a dograđena je 1910.

## Obrazovanje
U Spomenici OŠ Mladost zapisano je da: među najsretnije časove može brojiti ova škola, dan kada se zaključilo da se imade graditi škola (23. listopada 1879.) gdje se imade u Jakšiću ustrojiti pučka učionica za selo Jakšić, Rajsavac, Eminovac, Bartelovac, Tekić i Treštanovac.
Školska zgrada OŠ Mladost u Jakšiću
1965. godine izgradnjom sadašnje školske zgrade riješene je pomanjkanje učionskog prostora. Za naše dane ostavljeno je da se mladeži Jakšića i pripadajućih sela pruži prilika za razvitak zdravog duha u zdravom tijelu. Tako je listopada 2002. godine blagoslovljen kamen temeljac za športsku dvoranu.

## Kultura
- HKUD Slavonija Jakšić
- Matica slovačka "Kukučin Kuntarić"
- Matica umirovljenika Jakšić
- Glazba Jakšić[5]

## Šport

### Nogometni klubovi
- NK Jakšić
- NK Dinamo Rajsavac
- NK Eminovci
- MNK Jakšić

### Lovačka i ribička društva
- LD Seljak Jakšić
- ŠRD Slavonac Jakšić
- ŠRD Laguna Rajsavac
- ŠRD Šaran Eminovci

## Vatrogastvo
- DVD Jakšić, osnovano 1907. godine. Djeluje na području općine Jakšić s tri odjeljenja Jakšić, Radnovac i Tekić.[6][7]

## Religija
Budući da je većinski dio stanovništva Jakšića rimokatolički Jakšić je sjedište župe posvećene sv. Barbari.
Župa sv. Barbare Jakšić osnovana je uredbom od 29. travnja 1789. godine. Njoj su pripojeni i Njemački Eminovci, koji su po prijedlogu komisije trebali ostati u požeškoj župi. Već 14. studenog 1789. g. županijski izaslanik kotarski sudac Petar pl. Tucić daje sljedeći izvještaj: «U Vetovu, Jakšićima i Buku osnovane su nove župe i u njih su postavljeni župnici.»

## Vanjske poveznice
- Župa Sv. Barbare Jakšić  Arhivirana inačica izvorne stranice od 6. srpnja 2015. (Wayback Machine)
- Web stranice općine Jakšić
- Službene stranice Državnog zavoda za statistiku
- Službene stranice Državnog zavoda za statistiku  Arhivirana inačica izvorne stranice od 19. kolovoza 2014. (Wayback Machine)